# Dangal
Dangal (Hindi दंगल) ist eine indische Filmbiografie von Nitesh Tiwari über den ehemaligen Ringer Mahavir Singh Phogat und dessen beide Töchter Babita Kumari Phogat und Geeta Kumari Phogat. Es handelt sich um einen Bollywood-Film, der von Walt Disney Pictures gemeinsam mit Aamir Khan produziert wurde, der im Film auch eine Hauptrolle übernommen hatte. Der Film kam am 21. Dezember 2016 in die US-amerikanischen und am 23. Dezember 2016 in die indischen Kinos.

## Handlung
Der frühere Ringer Mahavir Singh Phogat konnte viele nationale Turniere gewinnen, seine Hoffnung, dass einer seiner Söhne in seine Fußstapfen treten könnte musste er jedoch begraben, denn der Inder hat nur vier Töchter. Eines Tages entdeckt er das Talent zweier seiner Töchter für das Ringen und beginnt, sie zu trainieren. Der erste Sieg von Mahavirs Tochter Geeta lässt ihn hoffen. Auch wenn er stolz auf Geeta und Babita ist, die bei den Commonwealth Games um Ruhm und Anerkennung kämpfen wollen, stoßen die beiden anfänglich auf gesellschaftlichen Widerstand, den es zu überwinden gilt. Bei ihrem letzten Wettkampf kann Mahavir zwar nicht dabei sein, doch Geeta gewinnt auch ohne die Anwesenheit ihres Vaters, der ihr zuvor verdeutlichte, dass ihre Gegnerin nicht einfach Angelika sein werde, sondern all diejenigen repräsentiert, die Frauen diskriminieren, diese nur für die Hausarbeit fähig sehen und am liebsten in jungen Jahren verheiraten würden. Geeta wird durch ihren Sieg zum Idol vieler Frauen in Indien.

## Produktion

### Stab und Besetzung

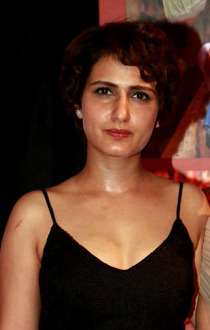
Fatima Sana Shaikh spielt im Film Geeta Phogat

Der Film wurde von Walt Disney Pictures und der Produktionsfirma von Aamir Khan produziert, der im Film auch eine Hauptrolle übernommen hatte und Mahavir Singh Phogat porträtiert. Die Rolle der Filmtochter Geeta Phogat wurde mit Fatima Sana Shaikh besetzt, die als Mädchen von Zaira Wasim gespielt wird. Sanya Malhotra übernahm die Rolle von Phogats Tochter Babita Kumari, die als Mädchen von Suhani Bhatnagar gespielt wird. Sakshi Tanwar spielt Daya Kaur, und Aparshakti Khurana ist in der Rolle von Omkar zu sehen, der als Junge von Ritwik Sahore gespielt wird. Girish Kulkarni spielt im Film den Coach Pramod Kadam.
PR Sondhi, der ehemalige Cheftrainer der indischen Ringer-Nationalmannschaft, der auch Geeta Kumari während der Commonwealth Games 2010 trainiert hatte und darauf bestand, dass sein Name im Film nicht verwendet wird, verurteilte die Darstellung seiner Person später. Auch wenn der Trainer im Film Pramod Kadam genannt wird, werfe dieser ein schlechtes Licht auf ihn, stelle ihn als eine egoistische und öffentlichkeishungrige Person dar, und er sagte: „Ich verstehe, dass man in jedem Film irgendeine Form von Unterhaltung haben möchte, aber das Image eines Trainers durch den Dreck zu ziehen, ist einfach falsch.“

### Dreharbeiten

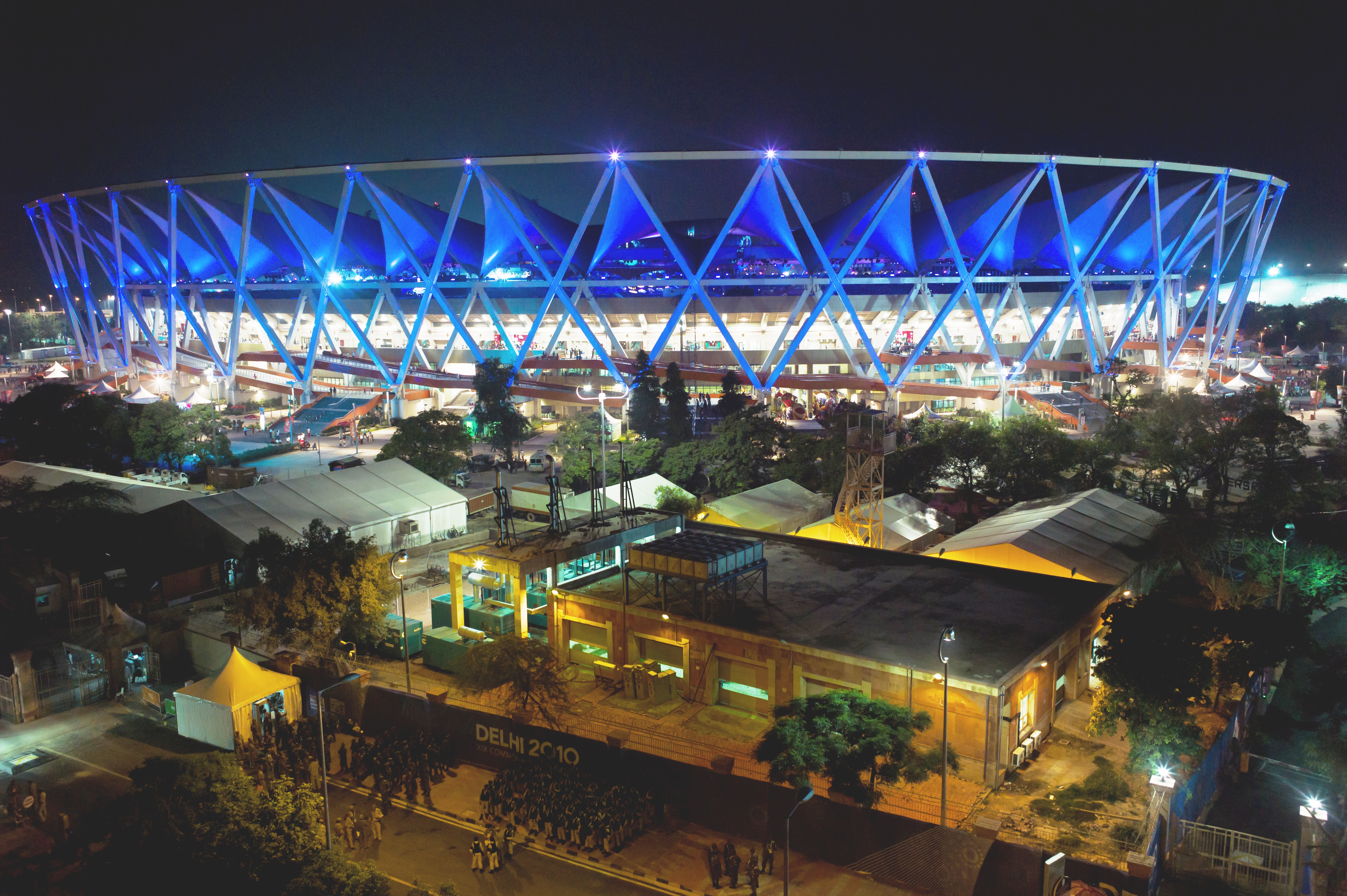
Das Jawaharlal-Nehru-Stadion in Delhi während der Commonwealth Games 2010

Die Dreharbeiten fanden in Ludhiana, Punjab, Gujjarwal, Kila Raipur, Narangwal, Dango, Leel und Pune in Maharashtra statt. In Delhi drehte man im Talkatora-Stadion, im Tyagraj-Stadion und im Jawaharlal-Nehru-Stadion, wo im Jahr 2010 vom 3. bis 14. Oktober die 19. Commonwealth Games ausgetragen wurden.
Zur Gewichtsreduktion und zum Muskelaufbau unterzog sich Aamir Khan in Vorbereitung auf die Dreharbeiten einem monatelangen Krafttraining und stellte seine Ernährung um.
Die Produktionskosten belaufen sich auf 900 Millionen Indische Rupien, was rund 12,3 Millionen Euro beziehungsweise 13,2 Millionen US-Dollar entspricht.

### Veröffentlichung
Den Vertrieb des Films übernahmen UTV Motion Pictures und Walt Disney Studios Motion Pictures. Dangal kam am 21. Dezember 2016 in die US-amerikanischen und am 23. Dezember 2016 in die indischen Kinos. Im Oktober 2017 wurde der Film im Rahmen des Busan International Film Festivals vorgestellt.

## Rezeption

### Kritiken und Einspielergebnis

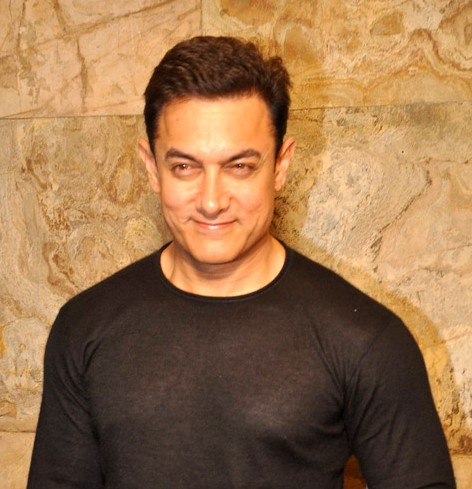
Aamir Khan produzierte den Film zusammen mit Walt Disney Pictures und porträtiert darin den ehemaligen Ringer Mahavir Singh Phogat

Der Film konnte bislang 88 Prozent der Kritiker bei Rotten Tomatoes überzeugen und wurde in Indien von Kritikern und Publikum gleichermaßen enthusiastisch gefeiert, aus dem Film Companion Critics’ Poll ging er als Bester Film des Jahres 2016 hervor, und im Rahmen der 62. Filmfare Awards 2017 wurde Dangal als Bester Film, Nitesh Tiwari als Bester Regisseur und Aamir Khan als Bester Schauspieler ausgezeichnet.
Die deutschsprachige Ausgabe von Radio China International Online erklärt zum Film: „In Dangal geht es [...] nicht nur um Sport. Der Film diskutiert die indische Gesellschaft. Frauen nehmen eine niedrige Position ein. Mahavirs Töchter müssen von klein auf ihre langen Haare abschneiden, um Ringen zu trainieren. Das Schicksal indischer Frauen liege nur in der Familie, so der allgemeine Konsens. Außerdem wird die Korruption des gesellschaftlichen und sportlichen Systems in Indien angesprochen.“
In den indischen Kinos lief der Film überdurchschnittlich erfolgreich und hatte dort bis 20. Januar 2017 rund 110 Millionen US-Dollar eingespielt, wodurch er zu einer der erfolgreichsten Bollywood-Produktionen überhaupt avancierte. Alleine in China spielte der Film über 193 Millionen US-Dollar ein. Mit insgesamt 25,7 Millionen Besuchern wurde Dangal im Mai 2017 der erfolgreichste nicht-chinesische, nicht-amerikanische Film aller Zeiten und überholte damit den japanischen Film Your Name, der im Dezember 2016 in die chinesischen Kinos gekommen war und dort insgesamt 20,2 Millionen Besucher verzeichnete. Die Einspielergebnisse aus anderen Ländern belaufen sich bislang auf rund 32 Millionen US-Dollar, und damit liegen die Einnahmen insgesamt weltweit bei rund 336 Millionen US-Dollar.

### Auszeichnungen
62nd Filmfare Awards 2017
- Auszeichnung als Bester Film
- Auszeichnung als Bester Regisseur (Nitesh Tiwari)
- Auszeichnung als Bester Schauspieler (Aamir Khan)[12]

AACTA Awards 2017
- Auszeichnung als Bester asiatischer Film (Aamir Khan, Kiran Rao und Siddarth Roy Kapur)[13][14][15]

National Film Awards 2017
- Auszeichnung als Beste Nebendarstellerin (Zaira Wasim)[16]

Zee Cine Awards 2017
- Auszeichnung als Bester Film
- Nominierung als Bester Hauptdarsteller (Aamir Khan)
- Nominierung als Beste Hauptdarstellerin (Fatima Sana Shaikh)
- Nominierung als Song Of The Year (Dangal)[17]